# Cục Gìn giữ hòa bình Việt Nam
Cục Gìn giữ hòa bình Việt Nam (tiếng Anh: Viet Nam Department of Peacekeeping Operations, n.đ. 'Cục về các Hoạt động Gìn giữ hòa bình Việt Nam' viết tắt VNDPKO), trực thuộc Bộ Quốc phòng Việt Nam, là cơ quan chuyên môn tham gia hoạt động gìn giữ hòa bình Liên Hợp Quốc.

## Lịch sử
Ngày 4 tháng 12 năm 2013, Bộ trưởng Bộ Quốc phòng Việt Nam, đại tướng Phùng Quang Thanh đã ký quyết định thành lập Trung tâm Gìn giữ hòa bình Việt Nam
Ngày 27 tháng 5 năm 2014, Bộ Quốc phòng tổ chức Lễ thành lập Trung tâm Gìn giữ hòa bình Việt Nam và cử Trung tá Mạc Đức Trọng và Trần Nam Ngạn, hai sĩ quan Quân đội nhân dân Việt Nam đầu tiên sẽ được cử đi Nam Sudan làm nhiệm vụ Gìn giữ hòa bình, cụ thể là làm sĩ quan liên lạc tại Phái bộ Gìn giữ hòa bình của Liên Hợp Quốc ở quốc gia châu Phi này.
Ngày 1 tháng 4 năm 2015 tại Hà Nội, Thượng tướng Nguyễn Chí Vịnh, Thứ trưởng Bộ Quốc phòng đã giao nhiệm vụ cho 3 cán bộ sĩ quan Quân đội tiếp tục lên đường đợt 2 (sau 02 SQLL) đi làm nhiệm vụ tại Phái bộ Gìn giữ hòa bình Liên Hợp Quốc ở Cộng hòa Trung Phi. Ba cán bộ đi làm nhiệm vụ, gồm: Trung tá Nguyễn Xuân Thành và Thiếu tá Vũ Văn Hiệp sẽ đảm nhận nhiệm vụ Sĩ quan Tham mưu quân sự, lên đường ngày 11/4/2015. Đại úy Hoàng Trung Kiên đảm nhậm nhiệm vụ Sĩ quan Tham mưu trang bị, lên đường ngày 16/5/2015. Thời gian làm việc tại đây là 1 năm.
Hiện đã có 19 lượt sĩ quan Việt Nam tham gia hoạt động tại 2 Phái bộ trên.
Ngày 05 tháng 1 năm 2018, Bộ Quốc phòng đã tổ chức Lễ ra mắt Cục Gìn giữ hòa bình Việt Nam. Theo đó, Bộ Ngoại giao chuyển giao Tổ công tác liên ngành về Gìn giữ Hòa bình Liên hợp quốc từ Bộ Ngoại giao sang Bộ Quốc phòng. Bộ Quốc phòng tiếp nhận Tổ công tác liên ngành từ Bộ Ngoại giao sang quản lý và tổ chức lại Trung tâm Gìn giữ hòa bình Việt Nam thành Cục Gìn giữ hòa bình Việt Nam. Đại tướng Ngô Xuân Lịch, Bộ trưởng Bộ Quốc phòng đã trao Quân kỳ Quyết thắng cho Cục Gìn giữ hòa bình Việt Nam.

## Nhiệm vụ

### Nhiệm vụ chung
Cục có nhiệm vụ "nghiên cứu, tham mưu, đào tạo, huấn luyện, chuẩn bị và triển khai lực lượng, chỉ huy và điều hành toàn bộ lực lượng tham gia hoạt động gìn giữ hòa bình Liên Hợp Quốc của Quân đội nhân dân Việt Nam."
Việt Nam đã chuẩn bị cho việc tham gia lực lượng Gìn giữ hòa bình Liên Hợp Quốc từ năm 2005, đã hợp tác với nước ngoài đào tạo tiếng Anh và kiến thức chuyên môn cho gần 200 cán bộ công binh và quân y.
Các phái bộ Việt Nam cử lực lượng làm nhiệm vụ:
- Phái bộ gìn giữ hòa bình Liên Hợp Quốc tại Nam Sudan (UNMISS)
- Phái bộ gìn giữ hòa bình Liên Hợp Quốc tại Cộng hòa Trung Phi (MINUSCA)
- Phái bộ Lực lượng an ninh lâm thời của Liên hợp quốc tại Abyei (UNISFA)

### Phái bộ gìn giữ hòa bình Liên Hợp Quốc của Việt Nam tại Nam Sudan
Trong lần thực hiện nhiệm vụ vào tháng 7 năm 2018, Việt Nam đã chuyển hơn 300 tấn hàng hóa, trang thiết bị triển khai đến Ben-tiu, Nam Sudan, nhằm thực hiện nhiệm vụ gìn giữ hòa bình của phái bộ Liên hợp quốc của Việt Nam tại đây.
Quá trình thực hiện nhiệm vụ tại đây, do Thượng tướng Nguyễn Chí Vịnh, Thứ trưởng Bộ Quốc phòng, Trưởng ban chỉ đạo của Bộ Quốc phòng về Việt Nam tham gia hoạt động Gìn giữ hòa bình Liên Hợp Quốc điều phối và chỉ đạo chung. Lực lượng phái bộ của Việt Nam tham gia nhiệm vụ quốc tế lần này đều là một sứ giả hòa bình, sứ giả văn hóa Việt Nam. Không những vậy, mỗi chiến sĩ còn là sứ giả về sức mạnh quân sự của Việt Nam – sức mạnh này có được từ truyền thống rất nhiều năm và được phát huy trong thời bình.

## Lãnh đạo hiện nay
- Cục trưởng: Thiếu tướng Phạm Mạnh Thắng [10]
- Phó Cục trưởng: Đại tá Nguyễn Như Cảnh
- Phó Cục trưởng: Đại tá Nguyễn Bá Hưng.
- Phó Cục trưởng: Đại tá Mạc Đức Trọng
- Phó Cục trưởng: Thượng tá Phạm Tân Phong

## Tổ chức
- Trung tâm Huấn luyện Gìn giữ hòa bình
- Phòng Tham mưu - Kế hoạch
- Phòng Công tác địa bàn
- Phòng Hợp tác Quốc tế
- Phòng Huấn luyện
- Ban Hậu cần Kỹ thuật
- Ban Tài chính
- Ban Chính trị
- Bệnh viện dã chiến cấp 2 - Số 1 (Bàn giao từ Bệnh viện 175) - Đã hoàn thành nhiệm vụ
- Bệnh viện dã chiến cấp 2 - Số 2 (Bàn giao từ Học viện Quân y) - Đã hoàn thành nhiệm vụ
- Bệnh viện dã chiến cấp 2 - Số 3 (Bàn giao từ Bệnh viện 175) - Đã hoàn thành nhiệm vụ
- Bệnh viện dã chiến cấp 2 - Số 4 (Bàn giao từ Học viện Quân y) - Đã hoàn thành nhiệm vụ
- Bệnh viện dã chiến cấp 2 - Số 5 (Bàn giao từ Bệnh viện 175) - Đang thực hiện nhiệm vụ
- Đội công binh số 1 (Quân số: 184 người) - Đã hoàn thành nhiệm vụ

## Cục trưởng qua các thời kỳ
| Thứ tự                                          | Tên                                             | Cấp bậc, Quân hàm                               | Thời gian tại nhiệm                             | Chức vụ                                         | Ghi chú                                             |
| Trung tâm Gìn giữ hòa bình Việt Nam (2014-2018) | Trung tâm Gìn giữ hòa bình Việt Nam (2014-2018) | Trung tâm Gìn giữ hòa bình Việt Nam (2014-2018) | Trung tâm Gìn giữ hòa bình Việt Nam (2014-2018) | Trung tâm Gìn giữ hòa bình Việt Nam (2014-2018) | Trung tâm Gìn giữ hòa bình Việt Nam (2014-2018)     |
| ----------------------------------------------- | ----------------------------------------------- | ----------------------------------------------- | ----------------------------------------------- | ----------------------------------------------- | --------------------------------------------------- |
| -                                               | Hoàng Kim Phụng                                 | Thiếu tướng                                     | 2014 - 2018                                     | Giám đốc Trung tâm Gìn giữ hòa bình Việt Nam    | - Thiếu tướng (2019)                                |
| Cục Gìn giữ hòa bình Việt Nam (2018-nay)        |                                                 |                                                 |                                                 |                                                 |                                                     |
| 1                                               | Hoàng Kim Phụng                                 | Thiếu tướng                                     | 2018 - 2023                                     | Cục trưởng Cục Gìn giữ hòa bình Việt Nam        | - Thiếu tướng (2019)                                |
| 2                                               | Phạm Mạnh Thắng                                 | Thiếu tướng                                     | 2023-nay                                        | Cục trưởng Cục Gìn giữ hòa bình Việt Nam        | - Phó Cục trưởng Cục Đối ngoại - Thiếu tướng (2024) |